# Elizabeth Cady Stanton
Elizabeth Cady Stanton ( født Cady, 12. november 1815 – 26. oktober 1902) var en amerikansk forfatter og aktivist, som var leder af kvinderettighedsbevægelsen i USA fra midten til slutningen af det 19. århundrede. Hun var drivkraften bag Seneca Falls-konventionen fra 1848, der betragtes som den første kvinderetskonvention. Kongressen blev indkaldt med det ene formål at diskutere kvinders rettigheder, og mundede ud i en Erklæring om Overbevisninger (en). Hendes krav om stemmeret til kvinder skabte stor kontrovers ved kongressen, men blev hurtigt en central grundsætning i kvindebevægelsen. Hun var også aktiv i andre sociale reformaktiviteter, især abolitionistbevægelsen.
I 1851 mødte hun Susan B. Anthony og dannede et årtier langt partnerskab, der var afgørende for udviklingen af kvinderettighedsbevægelsen. Under den amerikanske borgerkrig etablerede de Women's Loyal National League (en) for at føre kampagne for afskaffelsen af slaveri, som ledte til den største underskriftsindsamling i USAs historie indtil da. De startede i 1868 en avis med navnet The Revolution (en) der beskæftiget sig med kvinders rettigheder.

## Opvækst og familie
Elizabeth Cady blev født ind i en førende familie i Johnstown, i delstaten New York. Familiens palæ på byens hovedtorv blev drevet af hele tolv tjenestefolk.
Hendes mor, Margaret Livingston Cady, var meget progressiv, og støttede den mere radikale fløj af abolitionistbevægelsen. I 1867 var hun blandt underskriverne på en underskriftsindsamling om kvinders valgret. Hun blev beskrevet, som "næsten seks fod høj, viljestærk og selvhjulpen, ... Hun var den eneste person i husstanden, der ikke var ærefrygtig overfor sin mand, der var 12 år ældre." 
Faren var den konservative Daniel Cady, der var en af de rigeste jordejere i staten. Som medlem af Føderalistpartiet var han advokat, og sad en periode i den amerikanske kongres og blev dommer i New Yorks højesteret.
Elizabeth var den syvende af elleve børn, hvoraf seks døde, før de nåede fuld voksen alder, inklusive alle drengene. Hendes mor, udmattet af at føde så mange børn og angsten ved at se så mange af dem dø, blev tilbagetrukket og deprimeret. Tryphena, den ældste af døtrene, påtog sig sammen med sin mand Edward Bayard en stor del af ansvaret for at opdrage de yngre børn.

## Uddannelse
Stanton fik en bedre uddannelse end de fleste kvinder i hendes tid. Hun gik på Johnstown Academy i sin hjemby indtil hun var 15 år. Den eneste pige i dens videregående klasser i matematik og sprog vandt andenpræmien i skolens græske konkurrence og blev en dygtig debattør. Hun nød sine år på skolen og sagde, at hun ikke stødte på nogen barrierer der på grund af sit køn.  
Hun blev gjort skarpt opmærksom på samfundets lave forventninger til kvinder, da Eleazar, hendes sidste overlevende bror, døde i en alder af 20 lige efter sin eksamen fra Union College i Schenectady, New York. Hendes far og mor var utrøstelige af sorg. Den ti-årige Stanton forsøgte at trøste sin far og sagde, at hun ville prøve at være alt, hvad hendes bror havde været. Hendes far sagde: "Åh min datter, jeg ville ønske, du var en dreng!" 

## Ægteskab og familie
Som ung besøgte Stanton ofte sin mors mere progressive familie, som også boede i delstaten New York. Især hendes fætter, Gerrit Smith (en), var abolitionist og i hans hjem, hvor hun tilbragte mange somre, mødte hun Henry Brewster Stanton (en), som var fremtrædende i abolitionistbevægelsen. På trods af hendes fars forbehold giftede parret sig i 1840 og udelod ordet "adlyde" fra vielsesceremonien. Stanton skrev senere: "Jeg nægtede hårdnakket at adlyde en, som jeg formodede, at jeg gik ind i et ligeværdigt forhold med." Selvom denne praksis var usædvanlig, var den ikke uhørt; Kvækerne havde udeladt "adlyde" fra vielsen i nogen tid. Stanton tog sin mands efternavn som en del af sit eget og underskrev sig selv Elizabeth Cady Stanton eller E. Cady Stanton, men ikke fru Henry B. Stanton.
Kort efter hjemkomsten fra deres europæiske bryllupsrejse flyttede parret ind hos hendes familie i Johnstown. Henry Stanton studerede jura under sin svigerfar indtil 1843, hvor parret flyttede til Boston, og hvor Henry sluttede sig til et advokatfirma. Mens hun boede i Boston, nød Elizabeth den sociale, politiske og intellektuelle stimulering, der fulgte med de mange abolitionistiske sammenkomster. I 1847 flyttede familien til Seneca Falls, i delstaten New York. Huset, som nu er en del af Women's Rights National Historical Park (en), blev købt til dem af Elizabeths far.
Parret fik syv børn. Dengang blev barsel anset for at være et emne, der skulle håndteres med stor delikatesse. Stanton tog en anden tilgang, og hejste et flag foran sit hus efter fødslen, et rødt flag til en dreng og et hvidt til en pige. En af hendes døtre, Harriot Stanton Blatch (en), blev, ligesom sin mor, leder af kvindernes valgretsbevægelse. På grund af afstanden mellem deres børns fødsler har en historiker konkluderet, at Stantons må have brugt præventionsmetoder. Stanton sagde selv, at hendes børn blev undfanget af det, hun kaldte "frivilligt moderskab". I en æra, hvor det var almindeligt anset, at en kone skal underkaste sig sin mands seksuelle krav, mente Stanton, at kvinder skulle have kontrol over deres seksuelle forhold og barsel. Hun sagde dog også, at "en sund kvinde har lige så meget passion som en mand." 